# 虐殺事件の一覧

サン・バルテルミの虐殺（聖バーソロミューの虐殺）/ 1572年8月23日に、フランス、パリで発生した。画像はフランソワ・デュボアの手になる油彩画『サン・バルテルミの虐殺』で、発生から12年以内の作。

虐殺事件の一覧（ぎゃくさつじけん の いちらん）は、人類の歴史上行われた虐殺（英：massacre）の事件について、一覧の形式で解説してゆく。

## 概要
現在知られている記録のうち、出来事を表す現代英語としての "massacre" の文献初出は、サン・バルテルミの虐殺（聖バーソロミューの虐殺）を題材にしてクリストファー・マーロウが1600年頃に著した戯曲の名称 "The Massacre at Paris "（邦題：パリの虐殺） である。
「虐殺」という語は、死者が出ていない劇的な出来事を比喩表現する際にも用いられる（例：ヒロ虐殺、土曜日の夜の虐殺）が、以下の表にはそれらの出来事は含まれていない。

## 事件の一覧

### 1世紀 - 10世紀
| 日付  | 場所                             | 名称               | 死亡者数 | 説明 |
| ----- | -------------------------------- | ------------------ | -------- | --- |
| 61年  | ブリタニア アングルシー島        | メナイ虐殺         | 不明     | ガイウス・スエトニウス・パウリヌスはローマ軍に対しブリテンのアングルシーにあるケルト族のドルイドの要塞を破壊し、ドルイディック・カレッジと神聖な森の略奪を命じた。この虐殺はローマの宗教をブリテンに課す手助けとなった一方でドルイディズムが衰退し決して回復することはなかった |
| 390年 | マケドニア、テッサロニキ         | テッサロニキの虐殺 | 7,000    | 戦車競走の人気御者の逮捕に対する暴力的な抗議中にテッサロニキの市民によりトップレベルの軍司令官が殺害された後、古代ローマ帝国皇帝テオドシウス1世は処刑を命じた |
| 627年 | サウジアラビア・クライザ族の要塞 | クライザ族虐殺事件 | 600-900  | ムハンマドは彼の部下にクライザ族への攻撃を命じた(イスラーム教徒の伝統によれば天使ガブリエルから攻撃を命じられたためだとされている) ムハンマドが結んでいた部族との条約は裏切られることになった。クライザ族の600～900人のメンバー(陰毛の生えている男性全員で全員が非戦闘員だった)が斬首された一方、部族の女性と子供は奴隷に売られた(タバリー、イブン・イスハーク) アル＝ワーキディーの影響はイブン・イスハークの伝記に現れている。スティルマンとワットはアル＝ワーキディーの信憑性を否定している。アル＝ワーキディーは頻繁にウラマー(イスラーム法学者)から信頼できない人物として批判されている。信頼性のある情報源では仲裁のためにクライザから任命されたSa'd ibn Mu'adhの判断に基づいて戦士全員が殺害されたとしている。イスラーム教徒2人が殺害された |
| 782年 | ドイツ・低地ザクセン州フェルデン | フェルデンの虐殺   | 4,500    | カール大帝はザクセン戦争でザクセンを征服しキリスト教徒化させる戦役中のザクセンとの戦闘で使者2人、伯を4人及び貴族を20人失ったことへの対応として収監されていたペイガン・ザクセンの反乱勢力4500人を虐殺するよう命じた |

### 11世紀 - 18世紀
| 日付           | 場所                                             | 名称                                        | 死亡者数         | 説明 |
| -------------- | ------------------------------------------------ | ------------------------------------------- | ---------------- | --- |
| 1002年11月13日 | イングランドの複数都市                           | 聖ブライスの日の虐殺                        | 不明             | イングランド王エゼルレッド2世は国内のデーン人全員を殺害するよう命じた。デーン人はヴァイキングの襲撃者を援助しているとして非難されていた。デンマーク王スヴェン1世はイングランドに侵攻しエゼルレッドを王位から退けた |
| 1066年12月30日 | アンダルス・グラナダ                             | グラナダ虐殺                                | 4,000            | ユダヤ人の高官Joseph ibn Naghrelaが王を暗殺し、王座を簒奪する意図があるとの噂に明らかに怒ったイスラーム教徒の暴徒が彼を殺害し、身体を十字架に磔にした。その後暴徒は市内のユダヤ人を殺害し続けた |
| 1182年5月      | 東ローマ帝国コンスタンティノープル               | ラテン人虐殺                                | 60,000–80,000    | 暴徒がコンスタンティノープルのラテン人(西ヨーロッパ) の住民全員を鏖殺にした |
| 1209年         | フランス                                         | ベジエの虐殺                                | 15,000+          | アルビジョア十字軍の最初の主要な軍事行動 |
| 1325年         | 北アメリカ、グレートプレーンズ、クロウ・クリーク | クロウ・クリークの虐殺                      | 500              | 現在のサウスダコタの地域のネイティブアメリカの先住民が中央平原の村民を殺害した |
| 1520年11月8日  | スウェーデン・ストックホルム                     | ストックホルムの虐殺 (ストックホルムの血浴) | 80–90            | クリスチャン2世 (デンマーク王)のストックホルムでの戴冠の数日後、スウェーデン、ノルウェー、デンマーク間の物的同君連合「カルマル同盟」の維持、つまりスウェーデンの自身の王としての地位を維持し続けるために、以前自身に反対していたまたは新しく反対運動を掻き立てる可能性のある貴族や司教を殺害した                                                                             |
| 1532年11月16日 | アウタパルパ、カハマルカ                         | カハマルカの虐殺                            | ~2.000           | カハマルカの「戦い」 は1532年11月16日にインカ帝国の支配者アタワルパがフランシスコ・ピサロが率いる小規模のスペイン軍により不意の待ち伏せ・包囲された。スペイン軍はカハマルカのgreat plazaで数千人のアタワルパの顧問、指揮官及び非武装の随行者を殺害したことで街の外にいた武装した軍隊が逃走した。アタワルパの拘束はペルーの先コロンブス期のインカ文明征服の初期段階となった。 |
| 1562年3月1日   | フランス・ヴァシー                               | ヴァシーの虐殺                              | 63               | ユグノーの礼拝者と民間人がギーズ公フランソワの軍による武力行動で殺害された |
| 1570年         | キプロス                                         | キプロスの虐殺                              | 30,000–50,000    | オスマン帝国軍はキプロスを占領し、ギリシャ人とアルメニア人のキリスト教徒の住人の大半を殺害した |
| 1572年8月23日  | フランス・パリ                                   | 聖バーソロミューの虐殺                      | 5,000 - 70,000   | 相次ぐフランス国王の兵士によるユグノー教徒への暴力 |
| 1580年10月10日 | アイルランド・ケリー県                           | Smerwickの虐殺                              | ~600             | Grey de Wiltonの命令によりイギリス軍がケリー県西部のDun an Oirで教皇侵略軍を虐殺した |
| 1622年3月22日  | バージニア・ジェームズタウン                     | ジェームズタウンの虐殺                      | 347              | ポウハタン族がバージニア植民地のイギリス人入植者人口の約3分の1の347人を殺害した。 |
| 1637年5月26日  | コネチカット・ミスティック                       | ミスティックの虐殺                          | 400-700          | ジョン・メイソン指揮下のイギリス人の入植者とナラガンセット族及びモヘガン族の同盟がミスティックリバー近郊のピクォート族の要塞化した村に放火した |
| 1641年         | アイルランド・アルスター                         | アルスターの虐殺                            | ~4,000 - ~12,000 | アルスターの虐殺はアイルランド反乱中の1641年に起こった一連の虐殺で、多くのプロテスタントの入植者が死亡した |
| 1641年11月     | アイルランド・ポータダウン                       | ポータダウンの虐殺                          | ~100             | ポータダウンの虐殺は1641年11月に現在のアーマー県ポータダウンで起き、最大100人(主にイギリスのプロテスタント)がバン川でアイルランド人の武装集団によって殺害された。本事件は1641年から1642年のアイルランドの反乱で最大のプロテスタントの入植者の虐殺となった |
| 1644年5月28日  | イングランド・ボルトン                           | ボルトンの虐殺                              | 200–1,600        | 王党派の軍は町の防衛者と民間人の多数を殺害した |
| 1645年         | 中国・揚州                                       | 揚州大虐殺                                  | Up to 800,000    | 清軍が抵抗の罰として揚州の住民を殺害した |
| 1645-46        | 中国・四川                                       | 四川の虐殺                                  | 1,000,000(推定)  | 信頼できる数字は存在しないが、当時の四川の人口300万人の内100万人が主に張献忠の軍による虐殺が原因で死亡したと推定されている |
| 1646年         | スコットランド・ダヌーン                         | ダヌーンの虐殺                              | 71               | 要求した慣習に基づくもてなしを受けた後、キャンベル氏族はホストのラモント氏族を彼らのベッドで惨殺し、見つからなかった者への対処として死体を井戸に投げ入れ水を汚染させた |
| 1692年2月13日  | スコットランド                                   | グレンコーの虐殺                            | 38               | 政府の兵士(主にキャンベル氏族)がグレンコーのマクドナルド氏族のメンバーを殺害した |
| 1755年10月16日 | ペンシルバニア・スナイダー郡                     | ペンズ・クリークの虐殺                      | 14               | インド人のグループがペンズ・クリークの移民を攻撃した |
| 1768年5月10日  | サザーク区(ロンドン南部)                         | Massacre of St George's Fields              | 7                | イギリス軍はジョージ3世を批判したとして罪に問われたジョン・ウィルクスが収監された場所で抗議する暴徒へ向けて発砲した |
| 1770年3月5日   | マサチューセッツ湾直轄植民地・ボストン           | ボストン虐殺事件                            | 5                | イギリス軍は入植者の暴徒へ向けて発砲した。入植者の陪審員全員が兵士は無罪としたが、これがアメリカ独立革命を引き起こす原因の一つとなった |
| 1771年7月17日  | ヌナブト準州・クグルクトゥク                     | Bloody Fallsの虐殺                          | 20               | チペワイアンの戦士がイヌイットのキャンプを攻撃し、男性、女性、子供を殺害した |
| 1778年9月27日  | ニュージャージー・リバー・ベール                 | ベイラー虐殺                                | 15               | イギリスの歩兵部隊は銃剣で就寝中の大陸軍軽装竜騎兵を攻撃した |
| 1778年10月15日 | ニュージャージー・リバー・ベール                 | リトルエッグハーバー虐殺                    | 30-50            | 英国王党派が再び就寝中の大陸軍軽装竜騎兵を銃剣で攻撃した |
| 1780年5月29日  | サウスカロライナ・ランカスター                   | ワックスホーの虐殺                          | 113              | イギリス軍のバナスター・タールトン中佐指揮下の王党派の軍がワックスホーの戦いの最終段階において降伏した大陸軍を虐殺した |
| 1780年9月11日  | ペンシルベニア・ルザーン郡                       | シュガーローフ虐殺                          | 15               | アメリカ独立戦争中にRoland Montourが率いる王党派とインディアンのグループがアメリカ兵のグループを攻撃した |
| 1781年2月24日  | ノースカロライナ・アラマンス郡                   | パイルの虐殺                                | 93               | 愛国民兵組織のリーダー、ヘンリー・リー大佐はジョン・パイル医師の下の王党派民兵組織を騙して自身がバナスター・タールトンが彼らと会うために送り込んだイギリスの指揮官だと思わせた。リーの部隊はその後発砲し始めパイルの軍勢は驚き四散した |
| 1782年3月8日   | オハイオ・ナデンハッテン                         | Gnadenhutten massacre (モラビア教徒虐殺)    | 96               | ペンシルバニア民兵組織の人間が数人の白人ペンシルバニア人の無関係の死への報復としてモラヴィア教会の布教団体を攻撃し、平和的なキリスト教徒のアメリカ・インディアン96人を殺害した |
| 1792年         | フランス                                         | 九月虐殺                                    | ~1440            | フランス革命での人民法廷は約240人の聖職者を含む囚人に死刑判決を下した |
| 1794年         | ポーランド・ワルシャワ                           | プラガの虐殺                                | 20,000           | ワルシャワのプラガ地区の住民がプラガの戦い後、略奪を行うロシア軍により虐殺された |

### 19世紀
| 日付           | 場所                                                          | 名称                                   | 死亡者数                                 | 説明 |
| -------------- | ------------------------------------------------------------- | -------------------------------------- | ---------------------------------------- | --- |
| 1807年9月2日   | デンマーク・コペンハーゲン                                    | コペンハーゲン砲撃                     | 195                                      | ナポレオン戦争中イギリス海軍がコペンハーゲンの戦いでデンマークのコペンハーゲンの市街地を砲撃し、民間人を虐殺した事件。 |
| 1809年12月     | ニュージーランド・ファンガロア                                | ボイド号の虐殺                         | 66                                       | ファンガロアのマオリ族がボイド号の乗組員と乗客66人を殺害し食べた |
| 1817年12月9日  | スリランカ・中部州Madulla                                     | Madullaの虐殺                          | 22                                       | イギリス軍が洞窟に隠れていた非武装の原住民22人を殺害した |
| 1818年         | スリランカ・ウバ州                                            | ウバ・Wellassa虐殺                     | 18歳以上の男性の人口                     | 1818年ウバ・Wellassa蜂起(Great Rebellionとしても知られる)はイギリスの帝国主義者による地元スリランカ人に対する複数の残虐行為(村落の破壊や壊滅を含む)をもたらした。イギリスの帝国主義者の占領に対する抵抗の報復としてウバ地方全体の18歳以上の男性が殺害された |
| 1819年8月16日  | イングランド・マンチェスター                                  | ピータールーの虐殺                     | 11                                       | 武装騎兵隊が6万人の親民主主義の平和的な集会に突撃した |
| 1821年3月      | コンスタンティノープル                                        | コンスタンティノープルのギリシア人虐殺 | 1821年コンスタンティノープルの虐殺を参照 | 数百人のギリシャ人がオスマン帝国によって虐殺された |
| 1821年8月19日  | ギリシャ・ペロポネソス半島ナヴァリノ                          | ナヴァリノの虐殺                       | 3,000                                    | ギリシャがナヴァリノのトルコ人の全人口約3000人を殺害した |
| 1822年         | ギリシャ・キオス島                                            | キオス島の虐殺                         | 約52,000                                 | 1822年にキオス島のギリシャ人数万人がオスマン帝国軍によって虐殺された |
| 1822年12月24日 | コロンビア・パスト                                            | ブラック・クリスマスの虐殺             | 400以上                                  | コロンビアのパストで起きた王党派の反乱をシモン・ボリバルの命を受けたアントニオ・ホセ・デ・スクレ将軍が鎮圧。3日間にわたり報復的な虐殺が行われ、市の人口の4分の1に当たる400人以上の男性、女性、高齢者、子供が殺害された。 |
| 1836年3月27日  | テキサス・ゴリアド                                            | ゴリアドの虐殺                         | 約400                                    | 1836年3月27日(聖枝祭)にテキサス軍約400人がゴリアドでサンタ・アナのメキシコ軍によって殺害された。 |
| 1838年1月      | オーストラリア、ウォータールー・クリーク                      | ウオータールー・クリークの虐殺         | 100–300                                  | 植民地の山岳警察の部隊によってアボリジニが殺害された |
| 1838年6月10日  | オーストラリア、マイオール・クリーク                          | マイオール・クリークの虐殺             | 28                                       | 主に白人のグループ(その内の1人は黒人のアフリカ人)がオーストラリアのアボリジナルを殺害した。犯人は有罪判決を受け死刑を宣告された |
| 1838年10月5日  | テキサス共和国チェロキー郡                                    | Killoughの虐殺                         | 18                                       | テキサスの白人入植者に対するネイティブアメリカンの攻撃としては最大のものであった。テキサス共和国の上院がサミュエル・ヒューストン大統領がチェロキー族と交渉し結んだ(土地)条約を無効化した後、チェロキー族の一団がKilloughの拡大家族のメンバー18人を殺害または誘拐した |
| 1838年10月30日 | アメリカ合衆国ミズーリ州コールドウェル郡                      | ハウンズミルの虐殺                     | 19                                       | ミズーリ州リビングストン郡の自警団、民兵など約240人がモルモン教徒18人と非モルモンの友人1人を殺害した |
| 1840年         | オーストラリア・ギプスランド                                  | ギプスランドの虐殺                     | ~450                                     | 一連の虐殺は数年にわたって行われた: 1840 – Nuntin, 1840 – Boney Point, 1841 – ブッチャーズ・クリーク – 30–35, 1841 – Maffra, 1842 – スカル川, 1842 – Bruthen Creek – 「数百人が死亡」, 1843 – Warrigal Creek – 60～180人が撃たれる 1844 – Maffra, 1846 – サウス・ギプスランド – 14人死亡, 1846 – スノーウィー川 – 8人死亡 1846–47 – セントラル・ギプスランド – 50人以上が撃たれる 1850 – イースト・ギプスランド – 15–20人死亡 1850 – マリンダル – 16人が毒殺された1850 – ブロッドリブ川 – 15–20人死亡 アンガス・マクミランも参照。 |
| 1842年1月6日   | アフガニスタン                                                | エルフィンストーン軍の虐殺             | 16,000                                   | アフガン人がエルフィンストーンのイギリス軍(民間人1万2000人も含む)を虐殺した |
| 1857年4月8日   | メキシコ・ソノラ州カボルカ                                    | Crabb虐殺                              | 84                                       | ソノラ州カボルカでメキシコの反政府勢力とアメリカの反政府勢力が戦闘を行った。90人未満のアメリカ軍の内、約30人が戦闘で死亡し残りはメキシコ人によって処刑された。 |
| 1857年9月11日  | アメリカ合衆国ユタ州マウンテンメドー                          | マウンテンメドウの虐殺                 | 120–140                                  | モルモンの民兵(一部はインディアンに扮装)とパイユート族はベイカー・ファンチャーの移民ほろ馬車隊の非武装のメンバーを殺害・略奪した |
| 1863年1月18日  | アメリカ合衆国ノースカロライナ州マディソン郡                  | Shelton Laurelの虐殺                   | 13                                       | ユニオン(北軍)の支持者及びスパイと非難された少年と男性の13人がアメリカ連合国陸軍(南軍)のノースカロライナ第64連隊のメンバーによって即刻処刑された |
| 1863年1月29日  | アメリカ合衆国ワシントン準州 (現在のアイダホ州プレストン近郊) | ベア川の虐殺                           | ~225                                     | カリフォルニア第3志願歩兵連隊がアイダホ南東部のショショーニ族の村を破壊した |
| 1863年8月21日  | アメリカ合衆国カンザス州ローレンス                            | ローレンスの虐殺                       | ~150                                     | 南北戦争中に南軍のゲリラ部隊「bushwhackers」が北軍によるミズーリ州オセオラへの攻撃の報復としてカンザス州ローレンスの町を攻撃した |
| 1864年4月12日  | アメリカ合衆国テネシー州ヘニング                              | ピロー砦虐殺                           | 350                                      | ピロー砦の戦闘後、降伏した北軍の守備隊の主に黒人で構成された部隊の大半と女性と子供を含む民間人がネイサン・ベッドフォード・フォレスト将軍指揮下の南軍に虐殺された |
| 1864年11月29日 | アメリカ合衆国コロラド州カイオワ郡                            | サンドクリークの虐殺                   | ~200                                     | コロラド準州の民兵が東部平野のシャイアン族とアラパホ族の平和的な村落を破壊した |
| 1868年11月27日 | アメリカ合衆国インディアン準州                                | ウォシタの虐殺 (ウォシタ川の戦い)      | 29–150                                   | ジョージ・アームストロング・カスター陸軍中佐の第7騎兵隊はブラック・ケトルが率いるシャイアン族が寝静まっている村へ攻撃をしかけた。カスターは103人(後に140人に修正)の戦士と「一部」の女性、「少数の」子供が死亡し、女性と子供53人を人質にとったと報告した。推定死傷者数は騎兵隊のメンバーや、スカウト、インディアンそれぞれで大幅に異なっており、男性の死亡者数は低い推定だと11人であり女性と子供の死亡者数は高い推定だと75人となっている。基地に戻る前に騎兵隊は数百人のポーニー族を殺害し、村落を焼いた                            |
| 1871年10月24日 | アメリカ合衆国カリフォルニア州ロサンゼルス                    | 1871年中国人虐殺                       | 18                                       | 500人以上の暴徒がロサンゼルスのチャイナタウンに入り、暴動や略奪したあとで中国系アメリカ人18人を拷問・殺害した。アメリカの歴史上最大のリンチ殺人事件となった |
| 1876年4月30日  | オスマン帝国バタク                                            | バタクの虐殺                           | 3,000–5,000                              | オスマン帝国の非正規兵がバタクの教会にバリケードをつくり閉じこもっていたブルガリアの民間人を殺害した |
| 1879年–1912年  | コロンビア、ペルー                                            | プトゥマヨ虐殺                         | 242,000〜450,000                         | 1879年から1912年にかけてプトゥマヨ川とカケタ川流域でアマゾン先住民に対する虐待、強制労働、虐殺が行われた。 |
| 1885年4月2日   | カナダ、フロッグ・レイク                                      | フロッグ・レイク虐殺                   | 9                                        | クリー族の戦士は条約に調印したインディアンへのカナダ政府の支援の欠如に不満を持っており、(食用としていた)アメリカバイソンが絶滅寸前になったことによる食料不足で不満が悪化し、インディアン管理官のトーマス・クインを含む白人入植者9人を殺害した |
| 1885年9月2日   | アメリカ合衆国ワイオミング州ロックスプリングス                | ロックスプリングス虐殺                 | 28                                       | 暴徒と化した白人移民の鉱夫が中国人鉱夫28人を殺害、15人を負傷させた上、中国人の家屋75軒を燃やした |
| 1890年12月29日 | アメリカ合衆国サウスダコタ州ウンデット・ニー                  | ウンデット・ニーの虐殺                 | 200–300                                  | 米軍第7騎兵隊が冬を凌ぐためにパイプリッジ保留地に向かっている途中のラコタ族の一団を拘束した。騎兵隊がラコタ族を武装解除しているときに銃が誤って発射されたことで、兵士はラコタ族へ砲撃し、男性、女性、子供を殺害した |
| 1894年–1896年  | オスマン帝国アルメニア高原                                    | ハミディイェ虐殺                       | 100,000–300,000                          | スルタンのアブデュルハミト2世はオスマン帝国軍に帝国中のアルメニア人を殺害するように命じた |
| 1897年9月10日  | アメリカ合衆国ペンシルベニア州                                | ラティマー虐殺                         | 19                                       | 非武装のストライキ中の鉱夫が背後から撃たれ、19人が死亡、多数が負傷した |
| 1900年1月18日  | メキシコ・ソノラ州グヮイマス                                  | Mazocobaの虐殺                         | ~400                                     | メキシコ軍の部隊がメキシコ・ソノラ州グヮイマス西部で敵対的なヤクイ族を攻撃した |

### 20世紀前半
| 日付                     | 場所                                           | 名称                                     | 死亡者数                             | 説明 |
| ------------------------ | ---------------------------------------------- | ---------------------------------------- | ------------------------------------ | --- |
| 1902年1月31日            | 南アフリカ北ケープ州レリーフォンテン           | Leliefonteinの虐殺                       | 35                                   | 第二次ボーア戦争中、マニー・マリッツ指揮下のボーア軍がイギリスの支持者であるとしてコイコイ人35人を虐殺した |
| 1906年3月10日            | フィリピン・ホロ島ダホ山                       | Moro Craterの虐殺                        | 800–1,000                            | レオナルド・ウッド少将指揮下の米陸軍の兵士が休火山のクレーターに隠されたイスラーム教徒の村落を攻撃した |
| 1907年12月21日           | チリ                                           | サンタ・マリア学校の虐殺                 | 2,200–3,600                          | チリのイキケでチリ軍がスト中の労働者(主に硝石(硝酸塩)の鉱夫)とその妻と子供を虐殺した。虐殺が起きた当時は硝酸塩鉱業時代の最盛期であり、チリ政治は議会共和制であった(1891 - 1925年)。 虐殺とその後の恐怖政治でストライキが弾圧されただけでなく労働者の運動が10年以上にわたり忘れら去れることになった |
| 1909年4月–5月            | オスマン帝国アダナ州                           | アダナの虐殺                             | 15,000–30,000                        | 1909年4月、政府が混乱する中アダナの都市での宗教と民族の衝突は地区全体で一連の反アルメニアのポグロムをもたらし、推定1万5000人～3万人の死亡者が出る事態となった |
| 1914年4月20日            | アメリカ合衆国コロラド州ラドロー               | ラドローの虐殺                           | 20                                   | コロラド州ラドローの1200人のスト中の炭鉱労働者とその家族のテント村へコロラド州兵が攻撃を行い、子供11人を含む20人が死亡した。この事件がより大規模な紛争につながりウッドロウ・ウィルソン合衆国大統領が派遣した連邦軍によって鎮圧された |
| 4月28日–1918年5月3日     | フィンランド・ヴィボルグ                       | ヴィボルグの虐殺                         | 360–420                              | フィンランド内戦のヴィボルグの戦いの後、少なくとも360人(主にロシアの軍人と民間人)がフィンランド白衛軍によって殺害された。犠牲者には白衛軍がロシア人と推定した他国の人間も数多く含まれていた。犠牲者の多くは赤衛軍とはつながりがないばかりか、白衛軍の支持者であった。また、拘束された赤衛軍の戦闘員450～1200人が処刑された |
| 1919年3月16日            | コロンビア・ボゴタ                             | 仕立て屋の虐殺                           | 20                                   | コロンビアの首都ボゴタでコロンビア政府がコロンビア軍の制服を新調しようとしたことに反対する服職人が抗議のデモを行い、大統領親衛隊がデモ隊に発砲。20人が死亡、18人が負傷した。 |
| 1919年4月13日            | インド・アムリトサル                           | アムリットサル虐殺事件                   | 379–1526                             | レジナルド・ダイアー准将が率いる英印軍の兵士90人が非武装の男性、女性、子供の集まりに対して発砲した。発砲は弾薬が尽きるまで続いた(10～15分間) |
| 1920年3月－6月           | ロシア極東・ニコラエフスク市                   | 尼港事件                                 | ロシア人 6000人以上 日本人 730人以上 | ソヴィエト革命委員会から派遣されたトリャピーツィンらにより組織されたクラースヌィ（赤色パルチザン）によって、ニコラエフスク市内のロシア人と日本人居留民が虐殺された。 |
| 1920年11月21日           | アイルランド・ダブリン                         | クローク・パークの虐殺                   | 23                                   | イギリスの補助警察とブラック・アンド・タンズはクローク・パークでのゲーリックフットボールの観客へ向けて発砲した |
| 1921年5月31日            | アメリカ合衆国フロリダ州タルサ                 | タルサ人種虐殺                           | 確認された死者39人 推定100-300人     | 当時アメリカで最も裕福な黒人地域が、最大2000人規模の白人暴徒に襲われ、黒人住民が殺害され、商業施設や公的施設を含む35区画が破壊された。 |
| 1923年1月                | アメリカ合衆国フロリダ州ローズウッド           | ローズウッドの虐殺                       | 8                                    | 最大400人規模の白人の暴徒による数日間の暴力により黒人6人と白人２人が死亡し、ローズウッドの町が破壊された(事件後に町は放棄) |
| 1923年9月                | 日本                                           | 関東大震災朝鮮人虐殺事件                 | 不明                                 | 関東大震災の混乱の折、朝鮮人が暴動を起こしているなどのデマが流れ、官憲や民間の自警団などによって多数の朝鮮系日本人及び朝鮮人と誤認された人々が殺害された |
| 1923年9月                | 日本・東京府南葛飾郡大島町など                 | 関東大震災中国人虐殺事件                 | 600人以上                            | 関東大震災において大島町で発生した軍・警察・民間人による中国人労働者らの無差別虐殺、亀戸周辺で発生した軍による留学生王希天の殺害など |
| 1925年6月23日            | 中国                                           | 沙基の虐殺                               | ~50                                  | 中国広州市のストライキのグループにイギリス軍が発砲し、200人以上が死傷した |
| 1927年5月18日            | アメリカ合衆国ミシガン州バス・タウンシップ     | バス学校の虐殺 (バス学校爆破事件)        | 45                                   | 教育委員会の会計係アンドリュー・キーホーがバスタウンの学校に仕掛けた爆弾が爆発し子供37人と30歳の教師が死亡した。爆発の約30分後、キーホーはトラックに積んだダイナマイトを爆発させ、5人(4年生と大人4人)を殺害・自殺した。また、爆発の数時間前にキーホーはバス・タウンシップの自宅で妻を殺害している。この事件は学校での大量殺人としてはアメリカの歴史上最悪の被害となった。 |
| 1928年8月14日            | オーストラリア・ノーザンテリトリー・コニストン | コニストンの虐殺                         | 31–170                               | 公式に認可された最後のオーストラリア先住民の虐殺として知られている。ディンゴのハンター、フレデリック・ブルックスの死への報復としてオーストラリア・ノーザンテリトリーのコニストン・キャトル・ステーション近郊で虐殺された。 |
| 1928年12月6日            | コロンビア・マグダレーナ県シエナガ             | バナナの虐殺                             | 不明 (推定 47–2,000)                 | バナナの虐殺はコロンビアのサンタ・マルタ近郊シエナガで起きたユナイテッド・フルーツ社所有のバナナ農園での労働者の虐殺事件である。労働者の待遇改善を求める1ヵ月に及ぶストライキをコロンビア政府が弾圧し、軍隊の無差別発砲で47人から2,000人が死亡した。報告によれば、犠牲者の遺体は見せしめのため吊るされた。アメリカ合衆国政府はコロンビア政府がユナイテッド・フルーツの権益を守るために行動を起こさなければアメリカ海兵隊をコロンビアに上陸させると脅迫していた。 |
| 1929年2月14日            | アメリカ合衆国シカゴ                           | 聖バレンタインデーの虐殺                 | 7                                    | アル・カポネのギャングがライバルのギャングメンバーとその仲間へ発砲した |
| 1929年8月                | 委任統治領パレスチナ・ヘブロン                 | 1929年ヘブロン虐殺                       | 69                                   | 宗教指導者に扇動されたアラブ人がユダヤ人69人を殺害した。生存者はエルサレムに移住し「数百年間で初めてユダヤ人のヘブロンの地を離れた」 |
| 1929年8月                | 委任統治領パレスチナ・ツファット(サフェド)     | 1929年サフェドの虐殺                     | 18                                   | アラブ人がユダヤ人18人を殺害し、約40人を負傷させ200軒もの家が焼かれて略奪された |
| 1930年4月23日            | イギリス領インド帝国・ペシャーワル             | キッサ・カワニ・バザールの虐殺           | 200–250                              | インド独立運動中にイギリス領インド帝国の兵士が非武装・非暴力のKhudai Khidmatgarの抗議者へマシンガンを発砲した |
| 1930年7月                | トルコ・ヴァン県                               | Zilanの虐殺                              | 4,500 - 47,000                       | トルコ軍がアララトの反乱中にクルド人の住民を殺害した |
| 1933年8月                | イラク                                         | Simeleの虐殺                             | 3,000                                | イラク軍が3000人のアッシリアの男性、女性、子供を殺害した。この虐殺中にレイプや、子供を車で轢いたり妊婦と子供を銃剣で刺したりなどの残虐行為もあった |
| 1937年3月21日            | プエルトリコ・ポンセ                           | ポンセの虐殺                             | 19                                   | 島の警察はプエルトリコでの奴隷制の終結を記念する平和的な非武装の民族主義者のデモ行進者に対し発砲した。プエルトリコの歴史上最大の虐殺であった |
| 1937年–1938              | トルコ・トゥンジェリ県                         | デルスィム虐殺                           | 13,160-70,000                        | トルコ軍がデルシムの乱の時にアレヴィー派の住人を殺害した |
| 1937年12月 – 1938年1月   | 中国・南京                                     | 南京事件                                 | 不明+                                | 大日本帝国軍が南京で略奪・放火を行う一方で同時に戦争捕虜と民間人を拷問、奴隷化、殺害したとされているが、諸説あり。 |
| 1940年4月–5月            | ソビエト連邦カティン                           | カティンの森の虐殺                       | 21,857–25,700                        | ソ連のNKVDがポーランドの知識人、戦争捕虜、予備役将校を処刑した |
| 1941年6月–10月           | ソビエト連邦・バルト三国                       | NKVDによる政治犯虐殺                     | 9,000–100,000                        | ソ連の内務人民委員部 (Narodnyy Komissariat Vnutrennikh Del または NKVD)はバルバロッサ作戦の初期段階において数千人の政治犯を処刑した |
| 1941年9月29日            | ウクライナ                                     | バビ・ヤールの虐殺                       | 30,000                               | ナチスのアインザッツグルッペンがキエフのユダヤ人を殺害した |
| 1941年10月20日–21日      | セルビア                                       | クラグイェヴァツの虐殺                   | 2,796-5,000                          | ナチス兵が占領軍に対する攻撃の報復としてセルビア人とロマの人質を虐殺した |
| 1941年10月22日–24日      | ソビエト連邦・オデッサ                         | オデッサの大虐殺                         | 25,000–34,000                        | ルーマニア本部で爆弾が爆発した後、ルーマニアとドイツ軍は地方当局の支援を受けオデッサ及び沿ドニエストル周辺の町でユダヤ人を虐殺した |
| 1941年11月25日と29日     | リトアニア・カウナス                           | 1941年11月第9要塞の虐殺                  | 4,934                                | ホロコースト中の最初のドイツのユダヤ人の組織的な大量殺戮 |
| 1942年2月                | アンボン島ラハ飛行場                           | ラハの虐殺                               | ~300                                 | 日本人が投降したオーストラリア兵を殺害した |
| 1942年6月10日            | ボヘミア・モラヴィア保護領                     | リディツェ村の虐殺                       | 340                                  | ナチスが192人の男性を殺害し、女性と子供を強制収容所に送り、そこで多くが死亡した |
| 1943年9月21日            | ギリシャ・ケファロニア島                       | アクイ師団の虐殺                         | 5,155                                | ドイツ国防軍の部隊がイタリアの第33山岳歩兵師団(アクイ師団)が武器を引き渡すのを拒絶し抵抗した後、同師団の捕虜5155人を処刑した。海上で輸送船が機雷に接触し沈没したことで更に3,000人のイタリアの捕虜が溺死した。 |
| 1943年10月7日            | ウェーク島                                     | ウェーク島の虐殺                         | 98                                   | 酒井原繁松海軍少将指揮下の日本軍は米軍によるウェーク島への空襲の2日後、米軍の島への侵攻を恐れて残っているアメリカ人捕虜98人を虐殺した |
| 1943年12月13日           | ギリシャ・カラブリタ                           | カラブリタの虐殺                         | 511-1200                             | 第二次世界大戦中の1943年12月13日にドイツの占領軍がギリシャのカラブリタの町の男性を根絶し、町を壊滅させた。これは第二次世界大戦中の枢軸国のギリシャ占領で行われた戦争犯罪の最も深刻な事件である。 |
| 1944年1月27日            | ソビエト連邦・チェチェン共和国                 | Khaibakhの虐殺                           | 700                                  | Khaibakh虐殺はNKVDのMikhail Gveshiani大佐指揮下のソ連軍がチェチェン山間部にあるKhaibakhのアウル(村)のチェチェン民族を大量処刑したことについての報告を指す。 |
| 1944年4月1日             | フランス・アスク                               | アスクの虐殺                             | 86                                   | 武装親衛隊がgare d'Ascqでの爆弾攻撃の後86人の男性を殺害した |
| 1944年6月10日            | フランス・オラドゥール＝シュル＝グラヌ         | オラドゥール＝シュル＝グラヌの虐殺       | 642                                  | 武装親衛隊が特定の理由もなく642人の男性、女性、子供を殺害した |
| 1944年6月10日            | ギリシャ・ディストモ                           | ディストモの大虐殺                       | 214                                  | 第二次世界大戦中、枢軸国の占領下のギリシャのディストモ村で武装親衛隊のメンバーが行った戦争犯罪 |
| 1944年8月8日             | ポーランド・ワルシャワ                         | ボラ地区の虐殺                           | 40,000–100,000                       | 親衛隊の特別組織とドイツ国防軍の兵士がワルシャワのボラ地区の家から家に行き、住民を集め、殺害した |
| 1944年8月12日            | イタリア・サンタンナ・ディ・スタッツェーマ     | サンタンナ・ディ・スタッツェーマの大虐殺 | 560                                  | 第16SS装甲擲弾兵師団SS第35装甲擲弾兵連隊第2大隊の親衛隊員が主に女性、子供及び高齢者の村民と難民560人を集め発砲し、遺体を燃やした |
| 1944年8月                | ポーランド・ワルシャワ                         | オホタの虐殺                             | 10,000                               | 1944年8月に武装親衛隊がワルシャワのオホタ地区の民間人の大量虐殺を行った |
| 1944年8月26日            | ドイツ・リュッセルスハイム                     | リュッセルスハイムの虐殺                 | 6                                    | ドイツの警備兵2人のエスコートで爆撃を受けたリュッセルスハイムの町を歩いていたアメリカ軍の捕虜が町民の攻撃を受け、6人が殺害された |
| 1944年10月               | イタリア                                       | マルツァボット虐殺                       | 700–1,800                            | 親衛隊がレジスタンス運動への支援の報復としてイタリアの民間人を殺害した |
| 1944年12月               | ベルギー・マルメディ                           | マルメディ虐殺事件                       | 88                                   | ナチスの武装親衛隊の兵士がアメリカ軍の捕虜に発砲した(43人は逃走) |
| 1945年1月                | ベルギー・Chenogne                             | Chenogneの虐殺                           | 60                                   | ドイツの戦争捕虜がマルメディ虐殺事件の報復(無許可)としてアメリカ軍の兵士に撃たれた |
| 1945年2月                | フィリピン・マニラ                             | マニラ大虐殺                             | 100,000                              | 日本の占領軍はマニラの戦いの中で推定10万人のフィリピンの民間人を虐殺した |
| 1945年4月10日            | ドイツ・ツェレ                                 | ツェレの虐殺                             | 300                                  | The Celler Hasenjagd ("hare chase of Celle")は第二次世界大戦の終結直前にツェレで起こった強制収容所の収容者の虐殺である。 |
| 1945年5月15日            | オーストリア・ブライブルク                     | ブライブルクの虐殺                       | 50,000-250,000                       | 逃走中のクロアチア兵、チェトニックとクロアチアのファシストのウスタシャ政権に関連したスロベニア・ホーム・ガードのメンバーがオーストリア国境でユーゴスラビアのパルチザンによって逮捕された。殺害された人の中には民間人もいた(人数不明) |
| 1945年5月                | アルジェリア・セティフ                         | セティフの虐殺                           | 6,000                                | イスラーム教徒の村落がフランス軍の航空機から爆撃を受け、ベジャイア湾の海岸沖の巡洋艦デュゲイ＝トルーアンはKherrataを砲撃した。ピエ・ノワール(フランス人入植者)の自警団は地元の刑務所から連れ出した囚人をリンチまたは無差別にイスラーム教徒に発砲した |
| 1945年7月31日            | 今日の チェコ共和国・ウースチー・ナド・ラベム  | ウースチーの虐殺                         | 80-2700                              | ウースチーの虐殺(チェコ語: Ústecký masakr、ドイツ語: Massaker von Aussig)は、第二次世界大戦終結直前の1945年7月31日にボヘミア北部の大規模なドイツ民族の都市ウースチー・ナド・ラベム(ドイツ語: Aussig an der Elbe)でのドイツ民族のリンチ事件である |
| 1945年8月27日            | 満州国勃利郊外                                 | 佐渡開拓団跡事件                         | 1500                                 | ソ連軍が日本人民間人を殺害 |
| 1947年2月28日            | 台湾                                           | 二・二八事件                             | 18,000~28,000                        | 台湾で起こった反政府蜂起であり、中国国民党政府によって暴力的に鎮圧された |
| 1947年5月1日             | イタリア・ピアーナ・デッリ・アルバネージ       | ポルテッラ・デッラ・ジネストラの虐殺     | 11                                   | 1947年5月1日のシチリア州ピアーナ・デッリ・アルバネージ近郊ポルテッラ・デッラ・ジネストラでのメーデーの最中に山賊で分離主義者のリーダーのサルヴァトーレ・ジュリアーノとその一団によって11人が殺害され、27人が負傷した。 |
| 1947年12月9日            | インドネシア・西ジャワ州カラワンBalongsari     | ラワジード村の虐殺                       | 431                                  | 手配中のインドネシアの独立戦闘員Lukas Kustaryoの居場所を明かすことを拒んだ報復としてインドネシアのラワジード村(現在のBalongsari)のほぼ全ての男性が王立オランダ領東インド軍(KNIL)によって殺害された。推定死者数は431人である。 |
| 1947年12月30日           | 委任統治領パレスチナ・ハイファ                 | ハイファ製油所虐殺事件                   | 45                                   | シオニスト組織イルグンがパレスチナのハイファ製油所のアラブ人労働者約100人のグループへ爆弾を投げ、6人を殺害、42人を負傷させた。アラブ人の労働者はその後報復として同じ製油所で働くユダヤ人労働者を攻撃し、39人を殺害、49人を負傷させた |
| 1947年12月31日           | 委任統治領パレスチナ・ハイファ                 | Balad al-Shaykhの虐殺                    | 17-71                                | ハガナーがパレスチナの「Balad al-Shaykh村」の住民を攻撃し、就寝中の住民21人を殺害した |
| 1948年4月3日             | 韓国・済州島                                   | 済州島の虐殺 (済州島四・三事件)          | 14,000-60,000                        | 済州島で起きた島民の蜂起は残忍に鎮圧された。鎮圧のさなか多数の共産主義者の支持者の民間人が韓国軍によって殺害された。蜂起中に1万4000人～6万人が死亡した |
| 1948年4月9日             | 委任統治領パレスチナ・デイル・ヤシーン         | デイル・ヤシーンの虐殺                   | 107                                  | デイル・ヤシーンの虐殺はイルグンとレヒのシオニストのテロ組織がパレスチナのエルサレム近郊のアラブ人の村「デイル・ヤシーン」(人口750人)を攻撃した時に起きた。村民はシオニスト勢力と不可侵協定を結んでおり、攻撃当時は就寝していた。アラブ人の推定死者数は107人に達した(民間人の男性、女性及び子供を含む) |
| 1948年4月9日             | コロンビア・ボゴタ                             | ボゴタ暴動（ラ・ビオレンシア）           | 200,000-300,000                      | 1946年の総選挙で保守党が政権に返り咲くと自由党政権下の土地改革で奪われた土地を取り戻そうと保守党地主による自由党員への白色テロで1947年には推定14,000人が死亡した。1948年4月9日、コロンビアの首都ボゴタで自由党のカリスマ政治家ホルヘ・エリエセル・ガイタンが暗殺され、激昂した群衆は暗殺犯フアン・ロア・シエラを虐殺した。暴徒は大統領宮殿を目指して市街戦になり、その後の保守党政権の弾圧と虐殺で2,000人から3,000人が死亡した。自由党ゲリラの抵抗は全国に拡大し、保守派との長期にわたる内戦が1950年代後半まで続いた。自由・保守両党の党員・支持者による虐殺が繰り返され、捕虜に対する残虐行為（少しずつ体を切り刻む。体中に無数の穴をあける。8歳の女児に対する集団レイプ等）が行われた。ラ・ビオレンシア（暴力の時代）に少なくとも200,000人から300,000人が死亡したとみられている。これは当時のコロンビア総人口の約2％に当たる数字である。 |
| 1948年4月13日            | 委任統治領パレスチナ・スコーパス山             | ハダサー医療従事者虐殺事件               | 79                                   | ハガナーが護衛し、医療・軍事用品及び人員を乗せスコーパス山にあるハダサー病院へ向かっていた車列がアラブの軍によって待ち伏せを受け、ユダヤ人78人(主に医師と看護師)が死亡した |
| 1948年5月13日            | 委任統治領パレスチナ・Kfar Etzion              | Kfar Etzionの虐殺                        | 157                                  | イスラエルの国家独立宣言の前日にアラブの軍がユダヤ人のキブツを攻撃した |
| 1948年7月11日            | 委任統治領パレスチナ・リッダ                   | リッダの虐殺 (Dahamsh Mosque massacre)   | 250-426                              | イスラエルのリッダ(今日のロッド)征服中に150人以上のパレスチナの民間人がDahamshモスク内に避難していた時、イスラエル兵がモスクの壁に穴を掘り、 そこから対戦車砲弾を撃った。爆発の圧力で全員が壁に押しつぶされ、死亡した。また、虐殺現場の清掃後さらに20人が死亡した。モーシェ・ダヤン率いる第89旅団のイスラエル兵がパレスチナ人の家屋に手榴弾を投げ入れ、外へ逃げ出した住人が撃たれ多くの民間人が死亡した。多数の難民を含む当時約5万人のリッダの人口のほぼすべてがその後追放され、アラブの前線への「死の行進」中に数百人の男性、女性、子供が脱水症状、疲労、病気が原因で死亡した |
| 1948年11月28日           | 委任統治領パレスチナ・Al-Dawayima              | Al-Dawayimaの虐殺                        | 80 - 200                             | 第一次中東戦争中にイスラエル国防軍 (IDF)がパレスチナのアラブ人の町al-Dawayimaで民間人を殺害した |
| 1948年10月30日           | イスラエル・Eilabun                            | Eilabunの虐殺                            | 14                                   | イスラエル軍がイスラエル北部Eilaboun村のパレスチナ人キリスト教徒14人を殺害し、残りの住人をレバノンに追放した。国連とバチカンからの圧力により、コミュニティの一部は数か月後に帰還した |
| 1948年10月31日 – 11月1日 | レバノン・フーラー                             | フーラーの虐殺                           | 35-58                                | フーラー虐殺は1948年10月31日 - 11月1日に起きた。フーラーはリタニ川近郊に位置するレバノンのシーア派イスラーム教徒の村であり、イスラエル国防軍のカルメリ旅団によって無抵抗で占領された。伝えられるところでは男性35～58人が家屋内で殺害された。2人の将校がこの虐殺を行っており、そのうちの1人Shmuel Lahisは一年間の刑を宣告された後、大統領恩赦が与えられた。Lahisはその後「ユダヤ機関」の会長に就任した |
| 000000001948-10-31-0000  | 委任統治領パレスチナ・Saliha                   | Salihaの虐殺                             | 60-94                                | イスラエル国防軍第7旅団が建物(恐らくモスク)を爆破し、建物内部に避難していたパレスチナの村民60～94人が死亡した |
| 1948年12月12日           | マラヤ・バタン・カリ                           | バタン・カリ虐殺                         | 24                                   | イギリス軍が村民を撃ち、その後村落を焼いたとされている |
| 1949年12月24日           | 韓国・聞慶市                                   | 聞慶虐殺事件                             | 86-88                                | 共産主義者の支持者の民間人が韓国軍によって殺害された |
| 1950年6月28日            | 韓国                                           | 保導連盟の虐殺                           | 4,934                                | 朝鮮戦争中に共産主義者の支持者の民間人または捕虜が韓国軍によって殺害された。一部学者は犠牲者数が10万人から20万人の間と主張しているが、真実和解委員会(2005)により確認された数は4,934人である。 |
| 1950年6月28日            | 韓国・ソウル                                   | ソウル大学付属病院虐殺事件               | 900                                  | 朝鮮戦争中、北朝鮮軍は医療関係者、入院患者及び負傷兵を殺害した。犠牲者の数は900人に上った |
| 1950年7月26日–29日       | 韓国・老斤里                                   | 老斤里の虐殺                             | 163-400                              | 朝鮮戦争の初期、老斤里の米軍の防衛線を渡ろうと試みた韓国の避難民が北朝鮮軍の侵入者を恐れた米軍によって殺害された。2005年に韓国政府が死亡者150人、失踪者13人、負傷者55人(一部は負傷が原因で死亡)の氏名を認定し、それより多くの犠牲者についての報告書は提出されていないと述べた 生存者は400人が死亡したと推定している |
| 1950年8月17日            | 韓国・倭館邑                                   | 303高地の虐殺                            | 41                                   | 朝鮮戦争中の1950年8月17日にアメリカの捕虜が北朝鮮軍に虐殺された |
| 1950年10月 – 1951年初頭  | 北朝鮮・南楊州市                               | 南楊州民間人虐殺                         | 460                                  | 朝鮮戦争中の1950年10月 から1951年の初頭 に韓国警察が韓国市民を虐殺 |
| 1950年10月9日–31日       | 韓国・高陽市                                   | 高陽衿井窟民間人虐殺                     | 153                                  | 朝鮮戦争中の1950年10月9日～31日の間に韓国の民間人が韓国警察によって虐殺された |
| 1950年10月17日 – 12月7日 | 北朝鮮                                         | 信川虐殺事件                             | 30,000                               | 北朝鮮政府は1950年10月17日～12月7日の間にアメリカ軍が北朝鮮の民間人を虐殺したと主張した。この件は広く論争になっている |

### 20世紀後半
| 日付                    | 場所                                                                                   | 名称                                                | 死亡者数                        | 説明 |
| ----------------------- | -------------------------------------------------------------------------------------- | --------------------------------------------------- | ------------------------------- | --- |
| 1951年1月6日–9日        | 韓国・江華郡                                                                           | 江華良民虐殺事件                                    | 212-1,300                       | 朝鮮戦争中、共産主義者と協力したなどとして市民が韓国軍、韓国警察及び親韓国軍の民兵組織によって虐殺された |
| 1951年2月7日            | 韓国・山清郡と咸陽郡                                                                   | 山清・咸陽虐殺事件                                  | 705                             | 朝鮮戦争中の1951年2月7日に共産主義者の支持者の民間人が韓国軍に虐殺された |
| 1951年2月9日–11日       | 韓国・居昌郡                                                                           | 居昌良民虐殺事件                                    | 719                             | 朝鮮戦争中の1951年2月9日～11日の間に共産主義者の支持者の民間人が韓国軍に虐殺された |
| 1953年3月26日           | ケニア・ナイロビ近郊ラリ村                                                             | ラリの虐殺                                          | ~150                            | キクユ族約150人が仲間の部族により殺害された |
| 1956年10月29日          | イスラエル・カフル・カーシム                                                           | カフル・カーシムの虐殺                              | 48-49                           | イスラエル国境警察が夜間外出禁止時間が課されていたのを気付かずに仕事から村へ戻るイスラエルのアラブ人の農家に発砲した。警察本部は外出禁止時間に従わず捕まった民間人は撃つように命じた。死傷者の半数以上は女性と子供だった。 |
| 1960年3月21日           | 南アフリカ・シャープビル                                                               | シャープビル虐殺事件                                | 72–90                           | 南アフリカの警察が黒人の抗議者を射殺した |
| 1960年6月16日           | モザンビーク・ムウェダ                                                                 | ムウェダの虐殺                                      | 200–325                         | マコンデ族の民族主義者がムウェダの町の広場のムウェダ地区本部の前でポルトガルからの独立を求めるデモを催したが、地区の行政官は彼らに不満を出すように求めていたとみられる。行政官は指導者達を逮捕するよう命じ、群衆は抗議した。ポルトガルの行政官は招集した軍に群衆を撃つよう命じ、その後、多くの人が峡谷に投げ込まれて死亡した。死者数は論争となっている。しかしながら、これらの出来事によって生じた憤りが最終的に独立主義のゲリラ「モザンビーク解放戦線」がモザンビーク独立戦争の開始時において必要な勢いを得ることにつながった |
| 1961年10月17日          | フランス・パリ                                                                         | 1961年パリ虐殺                                      | 200–325                         | モーリス・パポンの命令でフランス警察はアルジェリア人独立主義者の平和的なデモを弾圧した |
| 1962年6月2日            | ソビエト連邦ノヴォチェルカッスク                                                       | ノヴォチェルカッスクの虐殺                          | 23–70                           | ソビエト連邦内務省(MVD)がインフレーションに抗議する群衆に対して発砲した |
| 1962年7月5日            | アルジェリア・オラン                                                                   | 1962年オランの虐殺                                  | 95–548                          | アルジェリア戦争(1954–62)の末期にアルジェリア民族解放戦線(FLN)がヨーロッパ系(大半はフランス人)の民間人を虐殺した |
| 1964年1月18日–21日      | ザンジバル                                                                             | ザンジバル革命中の虐殺                              | 8,000–17,000                    | スルターン(国王)政権の崩壊後、何千人ものアラブ人とインド人がジョン・オケロの軍によって虐殺された |
| 1966年8月1日            | アメリカ合衆国テキサス州オースティン                                                   | テキサス大学の虐殺(テキサスタワー乱射事件)          | 16                              | テキサス大学オースティン校でチャールズ・ホイットマンが母親と妻をそれぞれの家で殺害した後、大学の時計台の頂上で15人を殺害、32人を負傷させた。ホイットマンはその後警察に射殺された |
| 1966年8月–9月           | 中華人民共和国・北京市                                                                 | 赤い八月                                            | 1,772-10,000人超                | 文化大革命における紅衛兵による教師らの殺害 |
| 1966年10月9日           | 南ベトナム・ビンタイ村                                                                 | ビンタイ村の虐殺                                    | 68                              | 韓国軍の兵士が南ベトナムの村民68人を殺害したとされている |
| 1966年12月3日–6日       | 南ベトナム・クアンガイ省ビンホア村                                                     | ビンホア村の虐殺                                    | 422-430                         | 韓国軍の兵士が南ベトナムの村民を殺害したとされている |
| 1967年–1968年           | 中華人民共和国・広西チワン族自治区                                                     | 広西虐殺                                            | 100,000人超                     | 文化大革命における虐殺および人肉食 |
| 1967年–1969年           | 中華人民共和国・内モンゴル                                                             | 内モンゴル人民革命党粛清事件                        | 16,222-100,000                  | 文化大革命における中国共産党によるモンゴル人の粛清 |
| 1968年1月31日 – 2月28日 | 南ベトナム・フエ                                                                       | フエ虐殺                                            | 2,800–6,000                     | ベトナム戦争中の1968年テト攻勢で、非武装の南ベトナムの民間人がベトナム人民軍とベトコンによって虐殺された。攻勢の後でフエとその周辺で複数の集団墓地が発見された。男性、女性、子供、乳幼児が犠牲になった。民間人と捕虜の推定死者数は2800～6000人である。ベトナム共和国は殺害または誘拐されたと特定された4062人の犠牲者のリストを公開した。犠牲者は縛られ、拷問され、しばしば生き埋めにされた。多くの犠牲者は撲殺された |
| 1968年                  | フィリピン・コレヒドール島                                                             | ジャビダ虐殺                                        | 11-200                          | [ 283 ] [ 284 ] [ 285 ] |
| 1968年2月12日           | 南ベトナム・クアンナム省 ディエンバン市社フォンニィ・フォンニャット村                  | フォンニィ・フォンニャットの虐殺                    | 79                              | 韓国軍の兵士が非武装の南ベトナムの村民を殺害した |
| 1968年2月25日           | 南ベトナム・クアンナム省ハミ村                                                         | ハミの虐殺                                          | 135                             | 韓国軍の兵士が非武装の南ベトナムの村民を殺害したとされている |
| 1968年3月16日           | Mỹ Lai and Mỹ Khê hamlets, 南ベトナム・クアンガイ省ソンミ村                            | ソンミ村虐殺事件                                    | 347-504                         | 米軍の兵士がベトコンを支援していると疑われていた347～504人の非武装の南ベトナムの村民を殺害し、拷問、レイプも行った。犠牲者は1歳～81歳で、大半は女性と子供だった |
| 1968年10月2日           | メキシコ・メキシコシティ                                                               | トラテロルコの虐殺                                  | 25–250                          | メキシコシティで行われるオリンピックの10日前に政府軍が25 (公式)～250人 (人権活動家、CIA文書、独立した調査による) の学生を殺害し、その後血痕と虐殺の証拠を消そうと試みた |
| 1970年5月4日            | アメリカ合衆国オハイオ州ケント州立大学                                                 | ケント州立大学の虐殺                                | 4                               | オハイオ州警備隊の29人の隊員がケント州立大学のキャンパスでベトナム戦争のカンボジアへの拡大に抗議する非武装の学生に発砲し4人を殺害、9人を負傷させた(その内の1人は永久に麻痺が残った) |
| 1971年2月26日           | コロンビア・カリ                                                                       | 1971年2月26日カリ虐殺                               | 15‐30                           | コロンビアのバジェ・デル・カウカ県カリで学生の抗議運動を軍と警察が弾圧。15人から30人が死亡した。コロンビアでは1973年12月29日まで戒厳令が布告され、カリには夜間外出禁止令が出された。 |
| 1971年5月15日           | 東パキスタン・バリサル県                                                               | Ketnar Bilの虐殺                                    | 500人以上                       | バリサル県のKetnar Bil地域でパキスタン軍が非武装のベンガル人のヒンディー教徒を虐殺した |
| 1971年6月10日           | メキシコ・メキシコシティ                                                               | 聖体祭の虐殺                                        | ? (公式)-120 (独立調査)         | トラテルコの虐殺と同様に、聖体祭の虐殺は1971年6月10日の木曜日に起き、学生のデモ参加者が「Los Halcones」と呼ばれる軍の秘密工作部隊によって虐殺された |
| 1972年1月30日           | 北アイルランド・ロンドンデリー                                                         | ボグサイドの虐殺 (血の日曜日事件)                   | 14                              | イギリスの空挺隊員が非武装の市民権の抗議者に対して発砲し14人を殺害した。政府が支援したサビール報告書(2010年6月公開)では殺害された市民全員が無実の市民権デモ参加者であるとしたことで、イギリス首相デイビッド・キャメロンによる謝罪を促した。当時は殺人で訴追された人はいなかった |
| 1972年5月30日           | イスラエル・ロッド                                                                     | ロッド空港の虐殺 (テルアビブ空港乱射事件)           | 26                              | パレスチナ解放人民戦線の代わりに日本赤軍のメンバー3人がテルアビブのロッド空港(現ベン・グリオン国際空港)で26人を殺害、80人以上を負傷させた |
| 1972年9月5日            | ドイツ・ミュンヘン                                                                     | ミュンヘンの虐殺(ミュンヘンオリンピック事件)        | 12                              | パレスチナの過激派組織「黒い九月」がイスラエルのオリンピックチームのメンバーを人質にとり、殺害した。西ドイツの警察官1名もこの事件で死亡した。 |
| 1973年6月20日           | アルゼンチン・ブエノスアイレス州エセイサ                                               | エセイサの虐殺                                      | 13                              | ペロンのアルゼンチン帰還後、ペロン党の右翼のメンバーが13人を射殺した |
| 1974年2月7日            | フィリピン・スールー州ホロ                                                             | ホロの虐殺                                          | 20,000-50,000                   | フィリピン軍の兵士がフィリピン南部のスールー州ホロの町を略奪・放火し、イスラーム教徒のタウスグ人の住人の多くを殺害する一方、モロの反乱勢力との交戦後に更に多くのホームレスが発生した |
| 1974年5月15日           | イスラエル・マーロット                                                                 | マーロットの虐殺                                    | 29                              | パレスチナ解放民主戦線のメンバーがレバノンからイスラエルに侵入し、キリスト教徒のアラブ人の女性とユダヤ人の夫婦と夫婦の4歳の息子を射殺し、その後高校生22人と大人のエスコート3人を人質にとり殺害した |
| 1974年8月14日           | キプロス・Maratha、Santalaris と Aloda                                                 | Maratha, Santalaris and Aloda massacre              | 126                             | EOKA-Bの武装集団がMaratha、SantalarisとAloda村に住むトルコ系キプロス人を虐殺した |
| 1974年9月24日           | フィリピン・スルタン・クダラット州Palimbang                                            | Malisbong虐殺                                       | 1,500                           | フィリピン軍の兵士がモスク周囲の村で11歳～70歳のイスラーム教徒のモロの男を殺害した。 |
| 1975年7月31日           | 北アイルランド                                                                         | マイアミ・ショーバンドの虐殺                        | 5                               | イギリス軍の支援を受けていたアルスター義勇軍 (UVF)のメンバーが音楽グループ「マイアミ・ショーバンド」のメンバー3人を銃と爆弾攻撃で殺害した。爆弾は予定より早く爆発しUVFのメンバー2人も死亡した |
| 1976年1月5日            | 北アイルランド                                                                         | キングスミル(Kingsmill)の虐殺                       | 10                              | アイルランド独立派が北アイルランド・アーマー県キングスミルの村の外でプロテスタントの労働者10人を射殺した |
| 1976年1月18日           | レバノン                                                                               | カランティナの虐殺                                  | 1,500                           | レバノン内戦中にレバノンのキリスト教徒の民兵組織はベイルート東部のカランティナ地区を制圧し、パレスチナ人とイスラーム教徒を殺害(最大1500人)した |
| 1976年1月20日           | レバノン                                                                               | ダムールの虐殺                                      | 582                             | レバノン内戦中、レバノン国民運動(LNM)と提携したパレスチナ人の民兵がカランティナの虐殺の報復としてダムールの村のキリスト教徒の民間人150～582人を殺害した |
| 1976年8月12日           | レバノン                                                                               | テルザアタルの虐殺                                  | 1,500 to 3000                   | レバノン内戦中にレバノンのキリスト教徒の民兵がテルザアタルの難民キャンプに侵入し、1500～3000人を殺害した |
| 1978年3月11日           | イスラエル                                                                             | 沿岸道路の虐殺                                      | 35                              | レバノンに拠点を置くパレスチナのファタハのメンバーがテルアビブの北部沿岸に上陸し、アメリカ人の写真家を殺害、イスラエルの沿岸高速道路を走る都市間バスをハイジャックした。民間人35人が死亡し80人が負傷した |
| 1979年1月31日           | インド・ 西ベンガル州Marichjhapi                                                       | Marichjhapi虐殺                                     | 50-1000                         | Marichjhapi虐殺は1979年1月から6月までの間のバングラデシュ避難民の強制退去とその後の飢えや疲労、警察の発砲による死亡を指す |
| 1980年5月18日           | 韓国                                                                                   | 光州の虐殺                                          | 165                             | 韓国の光州で大衆の抗議が過激化していき、一部の市民の抗議者が警察署と軍事施設を襲撃し得た武器で武装したことで、韓国軍による暴力的な抗議の鎮圧につながり、165人(最高推定)が死亡した。 |
| 1980年6月27日           | シリア・パルミラ                                                                       | タドモル刑務所の虐殺                                | 約1,000                         | 虐殺はシリア大統領ハーフィズ・アル＝アサドの暗殺が失敗した翌日に起きた。大統領の兄弟のリファアト・アル・アサド指揮下の準軍事組織「防衛旅団」の部隊のメンバーがタドモル刑務所に侵入し、監房と大部屋にいた囚人約1000人を暗殺した |
| 1981年12月11日          | エルサルバドル                                                                         | エルモソテの虐殺                                    | 1,000                           | エルモソテの虐殺は1981年12月11日にエルサルバドルのモラサン県エルモソテ村で起き、米軍から訓練を受けたエルサルバドル軍が反ゲリラ作戦で少なくとも1000人の民間人を虐殺した |
| 1982年1月14日           | メキシコ                                                                               | トゥーラの虐殺                                      | 13                              | 拷問された13人の遺体がメキシコのイダルゴ州トゥーラで発見された。当時のはArturo Durazo Morenoがメキシコシティの警察のトップを務めていた。 |
| 1982年2月2日            | シリア                                                                                 | ハマー虐殺                                          | 7,000–35,000                    | シリア軍はハマー市で推定3万人を殺害した。シリア軍による大量処刑と拷問の事実は攻撃の間に文書化された |
| 1982年9月16日–18日      | レバノン                                                                               | サブラー・シャティーラの虐殺                        | 700–3,500                       | サブラーとシャティーラの住民(主にパレスチナ難民とレバノンのシーア派)が難民キャンプで、地域を取り囲んでいたイスラエル軍の助けを得たキリスト教徒の民兵組織「レバノン軍団」により殺害された。国連総会は虐殺を非難し、ジェノサイド行為と宣言した |
| 1983年4月3日            | ペルー                                                                                 | ルカナマルカの虐殺                                  | 69                              | センデロ・ルミノソのゲリラがペルーのルカナマルカの町とその周辺で斧、マチェット、銃を使い69人の男性、女性、子供を虐殺した |
| 1983年7月24日           | スリランカ                                                                             | 黒い7月                                             | 3000                            | スリランカ政府によって部分的に支持されたスリランカの暴徒と武装ギャングは国中で数千人のタミル人を殺害した |
| 1984年2月10日           | ケニア                                                                                 | Wagalla虐殺                                         | ~5000                           | ケニアの治安部隊がソマリ族をワジール・カウンティのWagalla滑走路に集めた後、虐殺した |
| 1984年7月18日           | アメリカ合衆国サンディエゴ                                                             | サン・イシドロ・マクドナルドの虐殺                  | 21                              | ジェームズ・オリバー・ヒューバティはマクドナルドのレストランで21人を殺害した後SWATチームのスナイパーに射殺された |
| 1984年10月31日–11月3日  | インド                                                                                 | 1984年シーク教徒虐殺                                | 2,700–20,000                    | インド首相インディラ・ガンディーが自身のシーク教徒のボディーガードの手によって暗殺された後、主にインド国民会議の労働者と地方のギャングで構成された暴徒がインド北部でシーク教徒を追跡し、リンチした |
| 1985年3月23日           | イラク                                                                                 | ドゥジャイル虐殺                                    | 129 (裁判前の拘留で33人が死亡 ) | 1982年7月8日、シーア派のダアウ党がドゥジャイルでイラク大統領サダム・フセインの暗殺を試みたが失敗に終わった。サダムフセインは自身の特別治安部隊及び軍の部隊にダアワのメンバー全員とその家族を逮捕するよう命じ、787人の男性、女性、子供を収監した。1985年3月、暗殺の試みに参加したことを自白した148人の内96人が処刑された |
| 1985年5月14日           | スリランカ                                                                             | アヌラーダプラの虐殺                                | 146                             | アヌラーダプラの神聖な仏教の聖地スリー・マハー菩提樹で祈っている人に対してタミル・タイガーの武装集団が発砲し、仏教の尼僧と僧侶を含むシンハラ族の民間人146人が死亡、85人が負傷した |
| 1985年8月14日           | ペルー                                                                                 | アコマルカの虐殺                                    | 47–74                           | アヤクーチョのアコマルカの農村で軍が47-74人(子供6人を含む)を虐殺した |
| 1985年11月6日           | コロンビア・ボゴタ                                                                     | コロンビア最高裁占拠事件                            | 115                             | 左翼ゲリラ4月19日運動（M-19）のメンバーがボゴタの正義宮殿（最高裁判所兼法務省ビル）を占拠。2日間にわたる戦闘で最高裁長官、判事、国会議員、市民ら115人の人質が殺害された。 |
| 1987年3月7日            | 台湾福建省金門県烈嶼郷東崗                                                             | 烈嶼郷の虐殺 (東崗事件)                             | 24                              | 1987年3月7日 - 8日に金門県烈嶼郷の東崗浜で中華民国国軍が道に迷った漁船に乗っていた政府の保護を求める非武装のベトナム難民(ボートピープル)を全員処刑した |
| 1987年6月2日            | スリランカ                                                                             | Aranthalawaの虐殺                                   | 32                              | Arantalawaでタミル・タイガーが仏教徒の修道士を乗せたバスを停止させ、1人の修道士を除く全員を虐殺した。虐殺で住職のVen. Hegoda Indrasaraと数人の新人修道士(18歳未満)が殺害された |
| 1987年8月9日            | オーストラリア・ビクトリア州クリフトン・ヒル                                           | Hoddle Street虐殺                                   | 7                               | 1987年8月9日のHoddle Street虐殺はオーストラリア・ビクトリア州メルボルン北東部のクリフトン・ヒルのHoddle Streetでスプリー・キラーが7人を殺害、19人を負傷させた事件である |
| 1987年8月19日           | イングランド・ハンガーフォード                                                         | ハンガーフォードの虐殺                              | 16                              | セミオートのライフルとハンドガンで武装した犯罪者が16人を殺害し、その後自殺した |
| 1987年11月8日           | 北アイルランド・エニスキレン                                                           | リメンバランス・デー爆弾事件 (ポピー・デーの虐殺 )  | 12                              | リメンバランス・サンデーにIRA暫定派が町の慰霊碑で爆弾テロを起こした |
| 1987年12月8日           | オーストラリア・ビクトリア州メルボルン                                                 | クイーン・ストリートの虐殺                          | 8                               | 1987年12月8日のクイーン・ストリートの虐殺はオーストラリアのビクトリア州メルボルンでスプリー・キラーが8人を殺害し5人を負傷させた事件である |
| 1988年3月16日           | 北アイルランド・ベルファスト                                                           | ミルタウンの虐殺 (ミルタウン墓地襲撃)               | 3                               | アルスター防衛同盟 (UDA)のメンバーのマイケル・ストーンはベルファストのミルタウン墓地で行われていた3人のIRAメンバーの葬儀を銃と手榴弾で攻撃し3人を殺害、60人を負傷させた |
| 1988年‐1994年           | コロンビア・バジェ・デル・カウカ県                                                     | トルヒーヨの虐殺                                    | 200‐400                         | 1988年から1994年にかけて、コロンビア南西部バジェ・デル・カウカ県トルヒーヨで、民兵とカリ・カルテルが労働組合や左翼ゲリラと関係があるとみなした農民・市民を虐殺した。245人から342人が拷問を受け、人体の切断を伴う残虐な方法で殺害された。イエズス会の司祭は去勢され斬首された。ほとんどの遺体はカウカ川に投げ込まれた。 |
| 1989年6月4日            | 中国・北京                                                                             | 天安門虐殺 (六四天安門事件)                         | 400–3,000                       | 胡耀邦元総書記の追悼は最終的に大規模な反汚職と民主化デモに発展したが人民解放軍による暴力的な鎮圧で終了した。実際の死者数は未だに不明である。虐殺は天安門広場内ではなく広場周辺のエリアで起きた |
| 1989年10月3日           | パナマ・パナマ市                                                                       | アルブルックの虐殺                                  | 12                              | クーデターの失敗後、パナマの指導者マヌエル・ノリナガに忠実な軍によって12人の将校が射殺された |
| 1989年12月6日           | カナダ・モントリオール・モントリオール理工科大学                                       | モントリオール理工科大学虐殺事件                    | 14                              | ミソジニーで反フェミニズムのマルク・レピーヌがモントリオール理工科大学の女子学生14人を射殺し、14人を負傷させた後、銃で自殺した。この出来事はカナダにおいて銃の管理法の厳格化 と発砲に対する警察の戦術的対応の変更につながった |
| 1990年9月5日            | スリランカ・バッティカロア県                                                           | イースタン(東部)大学虐殺                            | 158                             | イースタン大学虐殺とはスリランカのバッティカロア県東部でスリランカ陸軍が少数派のスリランカ・タミルの民間人158人を虐殺した事件である |
| 1990年1月20日           | インド・ジャンムー・カシミール州シュリーナガル                                         | Gawkadal虐殺                                        | >50                             | インドの「中央予備警察部隊」の準軍事部隊がカシミールの抗議者に対し発砲した |
| 1990年8月26日           | スペイン・エストレマドゥーラ州バダホス県ベンケレンシア・デ・ラ・セレナプエルト・ウラコ | プエルト・ウラコの虐殺                              | 9                               | 対立する一族と昔住んでいた集落の住民を虐殺する為に実行された銃乱射事件。 |
| 1990年9月9日            | スリランカ・バッティカロア県                                                           | 1990年バッティカロア虐殺                            | 184                             | Sathurukondan虐殺(1990年バッティカロア虐殺としても知られる)はスリランカのバッティカロア県東部でスリランカ陸軍が少数派のスリランカ・タミルの民間人184人を虐殺した事件である |
| 1990年11月13日          | ニュージーランド・アラモアナ                                                           | アラモアナ虐殺                                      | 13                              | 単独犯のデイビッド・マルコム・グレイは伝えられるところでは隣人との口論後、人々へ向かって無差別に銃を乱射し、13人を殺害した後警察に射殺された。本事件はニュージーランドで最悪の被害となった銃乱射事件であり続けている |
| 1991年10月16日          | アメリカ合衆国テキサス州キリーン                                                       | ルビーズ銃乱射事件                                  | 23                              | ジョージ・ジョー・ヘナードがピックアップトラックで「ルビーズ・カフェテリア」に突っ込み、銃で23人を殺害、27人を負傷させた後、自分を撃ち自殺した |
| 1991年11月3日           | ペルー・リマ                                                                           | バリオス・アルトス虐殺                              | 15                              | 反共産主義部隊「コリーナ部隊」が民間人のバーベキューパーティーを反乱勢力「センデロ・ルミノソ」の集会と誤認し、発砲したことで15人が死亡、4人が負傷した |
| 1991年11月15日          | スーダン、南スーダン・ボル                                                             | ボル虐殺                                            | 2,000-27,000                    | 第二次スーダン内戦中に、リエック・マチャルが率いるSPLAナシル派のヌエル族の戦闘員とヌエル白軍として知られる民兵組織がボルで推定2000人の民間人を虐殺した |
| 1991年11月18日–21日     | クロアチア・ヴコヴァル                                                                 | ヴコヴァルの虐殺                                    | 264                             | ユーゴスラビア人民軍の援助を受けたセルビアの民兵のメンバーがクロアチアの民間人と捕虜を殺害した |
| 1992年2月26日           | アゼルバイジャン・ナゴルノ・カラバフ・ホジャリ                                         | ホジャリ大虐殺                                      | 613                             | ロシア第366自動車化狙撃連隊の助けを得ていると報じられたアルメリア軍はホジャリの町を襲撃し、同町のイスラーム教徒の民間人を虐殺した。アゼルバイジャン政府によれば、民間人の死者数は613人に達し、その内の106人が女性で83人が子供であった |
| 1992年6月17日           | 南アフリカ・ボイパトン                                                                 | ボイパトン虐殺                                      | 45                              | アフリカ民族会議 (ANC)の支持者45人がインカタ自由党 (IFP)のメンバーによって殺害された |
| 1992年7月18日           | ペルー・リマ                                                                           | ラ・カントゥタ事件                                  | 45                              | ラ・カントゥタ大学で学生9人と教授1人が反共産主義の準軍事組織「コリーナ部隊」によって誘拐されその後殺害された |
| 1992年9月7日            | 南アフリカ・ビショ、シスカイ                                                           | ビショ虐殺                                          | 29                              | アフリカ民族会議(ANC)の支持者28人と兵士1人が抗議の行進中にシスカイ国防軍によって射殺された |
| 1992年10月2日           | ブラジル・サンパウロ                                                                   | カランジルの虐殺                                    | 111                             | 虐殺は刑務所内での囚人の反乱が引き金となった。刑務官が暴動を制御することが困難となったので、警察は軍が施設に突入する前に囚人と交渉を行おうと努力することは殆どなかった。結果として囚人111人が死亡した。 |
| 1992年11月15日          | コロンビア・メデジン                                                                   | ヴィラティーナ虐殺                                  | 9                               | コロンビアのメデジンで8歳から17歳までの8人の未成年者と1人の成人男性が12人の覆面姿の男たちに殺害された。コロンビアの秘密警察F2の犯行とみられている。 |
| 1993年1月8日            | アメリカ合衆国イリノイ州パラタイン                                                     | ブラウンズ・チキンの虐殺                            | 7                               | パラタインの「ブラウンズ・チキン＆パスタ」で7人が殺害された。 |
| 1992-1993               | ジョージア・アブハジア自治共和国                                                       | ジョージアの民族浄化                                | 17,000-22,000                   | アブハジアでのジョージア人の民族浄化 (「アブハジアでのジョージア人虐殺」 と「アブハジアでのジョージア人のジェノサイド」 としても知られている)は、 民族浄化、虐殺 及び数千人のジョージア民族の大規模強制追放を指している |
| 1993年4月19日           | アメリカ合衆国テキサス州ウェーコ                                                       | ウェーコの虐殺                                      | 82                              | 51日間に及ぶブランチ・ダビディアン教団本部の包囲の後、連邦捜査局は戦車による主要施設への攻撃を行い、その後事故または教会メンバーの手によって施設から出火・炎上し教会のメンバー76人が焼死した。包囲は1993年2月28日にアルコール・タバコ・火器及び爆発物取締局(ATF)による教団本部への襲撃(強制捜査)から始まり、その時の銃撃戦で教会のメンバー6人が死亡した |
| 1993年6月 – 7月         | ブラジル                                                                               | ヤノマミまたはハシムーの虐殺                        | 16–73                           | ガリンペイロ (違法金鉱採掘人)がヤノマミ族を殺害 |
| 1993年7月2日            | トルコ・スィヴァス                                                                     | スイヴァスの虐殺                                    | 35                              | イスラム過激派の暴徒がグループが集まっているホテルに放火し35人(大半はアレヴィー派の知識人)が死亡した |
| 1993年7月5日            | トルコ・エルズィンジャン県Başbağlar                                                    | Başbağlar虐殺                                       | 33                              | 一部のクルディスタン労働者党のメンバーが村落に突入し民間人33人を集めた後殺害した。200以上の住宅、クリニック、学校及びモスクも焼かれた |
| 1993年7月25日           | 南アフリカ・ケープタウン                                                               | セント・ジェームズ教会の虐殺                        | 11                              | アサルトライフルとグレネードで武装したアザニア人民解放軍 (APLA)が教会の礼拝中に11人を殺害した |
| 1993年10月30日          | 北アイルランド・グレイスティール                                                       | グレイスティールの虐殺                              | 8                               | アルスター防衛同盟(UDA)は混雑したバーで銃(AK-47と自動拳銃)を乱射し、民間人8人が死亡し13人が負傷した |
| 1994年2月25日           | ヨルダン川西岸地区                                                                     | マクペラの洞窟虐殺事件 (アブラハムのモスク虐殺事件) | 29                              | イスラエルの入植者バールーフ・ゴールドシュテインがヘブロンのイブラヒミモスクで礼拝を行うパレスチナのイスラーム教徒に対してアサルトライフルを発砲し29人を殺害、125人を負傷させた。その後生存者によって取り押さえられ、撲殺された |
| 1994年 et seq.          | アルジェリア                                                                           | 1990年代のアルジェリアの村の虐殺                    | 10,000                          | 1990年代のアルジェリアで、グループが夜に村を襲撃し住民の喉を切り裂く大規模な村民の虐殺事件が多発していた。武装イスラム集団(GIA)はそれらの虐殺の多くを実行したと認めた。虐殺は1997年にピークに達した(1994年に小規模なピーク)。一部報道によれば元アルジェリア軍将校Habib Souaidiaは政府の虐殺への関与を証言した。少なくとも虐殺の大半はイスラム過激派が行ったが、政府がこれらの虐殺への介入に失敗したのは明白であるということが学術的なコンセンサスとなっている                                                                  |
| 1994年3月28日           | 南アフリカ・ヨハネスブルグ                                                             | シェル・ハウス(Shell House)虐殺                     | 19                              | アフリカ民族会議 (ANC)の警備員が2万人のインカタ自由党 (IFP)のデモ行進者に対し発砲した |
| 1994年4月6日            | ルワンダ共和国                                                                         | ルワンダ虐殺                                        | 500,000-1,000,000               | ルワンダ のジュベナール・ハビャリマナ大統領と隣国ブルンジのシプリアン・ンタリャミラ大統領の暗殺から、ルワンダ愛国戦線 (RPF) が同国を制圧するまでの約100日間に、フツ系の政府とそれに同調するフツ過激派によって、多数のツチとフツ穏健派が殺害された。 |
| 1994年6月18日           | 北アイルランド・Loughinisland                                                          | Loughinisland虐殺                                   | 6                               | アルスター義勇軍 (UVF)は混雑したバーでアサルトライフルを発砲し、民間人6人を殺害し5人を負傷させた |
| 1995年1月22日           | イスラエル                                                                             | ベイトリッド(Beit Lid)虐殺                          | 22                              | イスラーム聖戦 (パレスチナ)による最初の自爆テロで22人を殺害、69人を負傷させた。犯行は2人で行われ、2人目は負傷者と瀕死者を援助するための緊急部隊が到着するまで待ち、その後自爆した |
| 1995年7月               | ボスニア・ヘルツェゴビナ                                                               | スレブレニツァの虐殺                                | 8,372                           | ボスニア戦争中の1995年7月にスレブレニツァの町やその周辺でボシュニャク人8372人(主に男性と少年)が虐殺された |
| 1996年3月13日           | スコットランド                                                                         | ダンブレーンの虐殺                                  | 17                              | 小学校で犯人が発砲し、子供16人と教師1人を殺害した後自殺した |
| 1996年4月29日           | オーストラリア・タスマニア州ポート・アーサー                                           | ポート・アーサーの虐殺                              | 35                              | 1996年4月28日のポート・アーサーの虐殺はスプリー・キラーがオーストラリアのタスマニア州南東部にある歴史的観光地ポート・アーサーを中心として35人を殺害、21人を負傷させた事件である。その後犯人は重度の知的障害を抱えていることが判明した。このスプリー・キラーによる虐殺はオーストラリアで最も犠牲者を出した事件であり、近世の世界のスプリー・キラーによる虐殺事件で最も犠牲が大きい事件の一つであり続けている |
| 1996年4月18日           | レバノン                                                                               | 第一次カナ虐殺                                      | 106                             | レバノンの民間人約200人にシェルターを提供していたカナの国連レバノン暫定軍(Unifil)の本部がイスラエル軍の砲撃を受けた。イスラエル軍は攻撃は誤りで国連軍のシェルターは狙っていないと述べたが、イスラエルの主張に反して、砲撃の直前にイスラエルのドローンが国連施設を偵察していることを示すアマチュアの映像が公開された。国連は攻撃は意図的であると結論付けた。アムネスティ・インターナショナルもまた「IDF(イスラエル国防軍)は意図的に国連施設を攻撃した」と結論付けた                                                             |
| 1997年2月5日            | 中国・グルジャ市                                                                       | グルジャ事件                                        | 9                               | 抗議者が「神は偉大なり」「新疆の独立を」と叫びながら行進した2日間にわたる抗議デモの後、デモは人民解放軍によって鎮圧された。公式の報告では死者数は9人であるとされた一方、反体制者は推定100人以上が死亡したと報じた |
| 1997年7月15日           | コロンビア・メタ県                                                                     | マピリパンの虐殺                                    | 30-49                           | コロンビア自警軍連合傘下の部隊がメタ県マピリパンに侵入。土地を求めて行動していた農民を連行。5日間で30人から49人を拷問の末に虐殺した。 |
| 1997年11月17日          | エジプト・ルクソール                                                                   | ルクソール虐殺                                      | 62                              | エジプトのイスラーム教徒の過激派が自動火器とマチェットで62人(その内58人は観光客)を虐殺した |
| 1997年12月22日          | メキシコ・アクテアル                                                                   | アクテアルの虐殺                                    | 45                              | メキシコのチアパス州チェナロー地区のアクテアル村で祈祷会に参加していた先住民族45人(平和主義グループ「ラス・アベハス」のメンバー)が準軍事組織によって虐殺された |
| 1998年8月15日           | 北アイルランド・オマー                                                                 | オマー爆弾事件                                      | 29                              | オマー爆弾事件はベルファスト合意に反対するIRA暫定派の元メンバーの分派「真のIRA」による自動車爆弾テロである。爆発で29人が死亡し、約220人が負傷した。BBCはこの攻撃を「北アイルランドでの単一のテロリストの残虐行為としては最悪("Northern Ireland's worst single terrorist atrocity")」と表現した |
| 1998年10月18日          | コロンビア・アンティオキア県                                                           | マチュカの虐殺                                      | 71                              | アンティオキア県マチュカのカニョ・リモン油田とコベニャスの間で民族解放軍がオセンサ・パイプラインを爆破。誘爆を引き起こし巻き添えとなった民間人少なくとも71人以上が死亡、100人以上が負傷した。 |
| 1999年4月20日           | アメリカ合衆国コロラド州リトルトン                                                     | コロンバイン高校の虐殺                              | 15                              | エリック・ハリスとディラン・クレボルドの10代の少年2人は1994年4月20日にコロンバイン高校で彼らのクラスメイトへ向け銃を発砲、生徒12人と教師1人を殺害し、21人を負傷させた。その後学校の図書館内で自殺した |
| 2000年6月24日           | コロンビア・ボゴタ                                                                     | ダンスクラブの虐殺                                  | 11                              | 2000年6月24日午後11時45分ごろ、当時26歳のフアン・デ・ヘスース・ロサーノ・ベラスケスがボゴタのダンスクラブでUZIマシンガンを乱射し、11人を殺害、7人を負傷させた。犯人はスペインに逃亡したが、逮捕されて引き渡され、裁判で懲役40年を宣告された。 |
| 2000年7月27日           | インド・西ベンガル州                                                                   | Nanoor虐殺                                          | 11                              | インドの政党インド共産党マルクス主義派の活動家がインド・西ベンガル州バーバム県(Bitbum district)のNanoor近郊のSuchpur(Nanoor警察署管轄)で土地を持たない労働者11人を殺害した |

## 参考文献

世界で進行中の武力紛争の場所（2016年6月更新）
大規模戦争：現在または過去1年に10,000人以上が死亡。
戦争：現在または過去1年に1,000–9,999人が死亡。
小規模紛争：現在または過去1年に100–999人が死亡。
小競り合いと衝突：死者は100人未満。

### 21世紀
| 日付                        | 場所                                           | 名称                                                     | 死亡者数                  | 説明 |
| --------------------------- | ---------------------------------------------- | -------------------------------------------------------- | ------------------------- | --- |
| 2001年6月1日                | イスラエル・テルアビブ                         | ドルフィナリウム・ディスコ(Dolphinarium discotheque)虐殺 | 25                        | ハマスの自爆テロ犯がテルアビブのナイトクラブの外で自爆し、少なくとも10代の少女21人と成人4人が死亡した。最年少の犠牲者は14歳であり、10代の少女の大半はロシア出身だった |
| 2002年1月17日               | イスラエル・ハデラ                             | バト・ミツワー虐殺                                       | 6                         | 2002年1月にアル・アクサ殉教者旅団のパレスチナ人の犯人が12歳となった少女を祝うユダヤの伝統的な行事バド・ミツワーに手りゅう弾を投げつけ6人を殺害、33人を負傷させた |
| 2002年2月28日               | インド・アフマダーバード                       | グルバルガ・ソサエティ(Gulbarg Society)虐殺              | 69                        | 2002年のグジャーラト暴動中に、暴徒がアフマダバードのチャマンプラにある下流中産階級のイスラーム教徒の地区「グルバルガ・ソサエティ」を攻撃した。家屋の大半は焼かれ、インドの元国会議員Ehsan Jafriを含む少なくとも35人が焼死し、31人が事件後行方不明(後に死亡したと推定)になったことで死亡者の総数は69人に達した |
| 2002年3月27日               | イスラエル・ネタニヤ                           | 過越祭の虐殺                                             | 30                        | イスラエル・ネタニヤのパークホテルで伝統の過越祭のセデルの食事を取っていた30人のゲストが殺害され、他の143人も負傷した。ハマースが犯行を主張した |
| 2002年5月2日                | コロンビア・チョコ県                           | ボハヤの虐殺                                             | 119                       | ボハヤの虐殺はコロンビアのチョコ県ボハヤ市ベジャビスタで2002年5月2日に起きた。コロンビア革命軍（FARC）が戦闘を避けて教会に避難していた市民に爆発物を発射し、市民約300人のうち119人が死亡、98人が負傷した。虐殺事件からほぼ10年後の2012年2月22日、コロンビア空軍が虐殺の責任者とみられるFARCゲリラ6人を殺害した。 |
| 2002年10月23日              | ロシア連邦・モスクワ                           | モスクワ劇場占拠事件                                     | 129                       | ロシア初のミュージカル『ノルド・オスト』を上演中のドゥブロフカ劇場にチェチェンのテロリストが侵入、観客ら922人を人質にロシア連邦軍の北カフカース全域からの撤退を要求。3日後、ロシア軍が武装勢力を眠らせるために流し込んだ特殊ガスの影響で人質129人が死亡、テロリスト41人全員が殺害された。 |
| 2004年9月1日                | ロシア連邦ベスラン                             | ベスラン学校占拠事件                                     | 334                       | 武装したチェチェンの分離主義者 が学校で1200人以上を人質に取り生徒186人を含む人質334人を殺害、数百人を負傷させた |
| 2005年3月5日                | ナミビア・レホーボス近郊                       | Kareeboomvloer虐殺                                       | 8                         | SylvesterとGavinのBeukes兄弟は農場「Kareeboomvloer」のオーナー夫婦を殺害し、2人の子供を含む目撃者全員を処刑した。過去に農場のオーナーから窃盗容疑で告訴されたことへの復讐が犯行の動機として考えられている |
| 2005年5月13日               | ウズベキスタン共和国アンディジャン             | アンディジャン虐殺                                       | 187–1,500                 | ウズベキスタン内務省と国家安全保障部隊は抗議者の集団へ発砲した |
| 2005年8月4日                | イスラエル・Shefa-'Amr                         | Shefa-Amr虐殺                                            | 4                         | アリエル・シャロン政権のイスラエルのガザ植民地からの撤退への抗議で、ユダヤ人のイスラエル国防軍の兵士 Eden Natan-Zadaはイスラエルのアラブ人の都市Shefa-Amrに行き、ドゥルーズ地方の住民に対して発砲した |
| 2005年11月19日              | イラク・ハディーサ                             | ハディーサの虐殺                                         | 24                        | 米海兵隊が非武装のイラクの民間人24人を虐殺し、多くの子供と高齢者が犠牲になった。 部隊の司令官であるフランク・ウートリッチ二等軍曹は部隊が直前に攻撃を受けていたと主張していたが、その地点には武器は発見されなかった |
| 2006年3月25日               | アメリカ合衆国ワシントン州シアトル             | キャピトル・ヒル虐殺                                     | 6                         | カイル・アーロン・ハフ(28歳)がシアトルのキャピトルヒル地区の南東部でのレイブの二次会で銃を発砲し6人を殺害、2人を負傷させた後自殺した |
| 2006年7月30日               | レバノン                                       | カナ空爆                                                 | 28                        | イスラエル空軍によって3階建ての建物への空爆が行われ、子供16人を含む民間人28人を殺害した。イスラエル軍は建物は武器を貯蔵するためにヒズボラが使用していると主張したが、国際的なオブザーバーとジャーナリストは犠牲者やパジャマが剥ぎ取られた民間人の遺体が見つかった建物の瓦礫からは軍用装備は見つからなかったと否定した |
| 2007年4月16日               | アメリカ合衆国バージニア州ブラックスバーグ     | バージニア工科大学虐殺                                   | 33                        | 犯人のチョ・スンヒは32人を殺害、多数を負傷させた 後、自殺した。学校のキャンパス内外での単独犯による銃乱射事件として米国史上最悪の犠牲者数となった |
| 2009年9月28日               | ギニア・コナクリ                               | 9月28日虐殺                                              | 157                       | ギニアの治安部隊が9月28日スタジアムでの政治集会に向けて発砲した |
| 2009年11月5日               | アメリカ合衆国テキサス州フォートフッド         | フォートフッド虐殺                                       | 13                        | 米陸軍のニダル・マリク・ハサン少佐がフォートフッド基地で兵士12人と民間人1人を殺害、少なくとも30人を負傷させた。初期の報告ではハサンはイラクへ派遣されることに動揺していたと指摘した |
| 2009年11月23日              | フィリピン共和国マギンダナオ州アンパトゥアン   | マギンダナオ虐殺                                         | 57                        | 100人の武装集団(警察とアンダル・アンパトゥアンJrが率いる民兵組織も含むとされている)が2010年のフィリピン州知事選挙の立候補者イスマエル・マングダダトゥの妻を運ぶ5台の車列を停止させた。彼女は夫の候補者証明書を提出するために妹や他の支援者及び報道関係者と共にシャリフ・アグアックの町へ向かっている途中だった。武装集団はマングダダトゥのグループの全メンバーを誘拐し、後に殺害した。グループの女性はレイプされた後殺害されたと報じられた。車列の後方の車に乗っていたグループとは無関係の別の5人も誘拐・殺害された                                                       |
| 8月18日                     | 南スーダン・ウロル郡                           | ウロル虐殺                                               | >640                      | 復讐作戦と考えられているが、ムルレ族のメンバーがヌエル族のメンバーを攻撃し、3400軒以上の家屋と国境なき医師団が運営する病院を焼き払った。初期の推定では牛3万8000頭が盗まれ、子供208人が誘拐されたと示された |
| 2011年10月5日               | タイ王国チエンラーイ県チエンコーン郡           | メコン川虐殺                                             | 13                        | 中国の貨物船２隻が黄金の三角地帯のメコン川流域で攻撃を受け、乗員13名全員が殺害され川に投棄された。現代の海外での中国人に対する攻撃としては最悪の被害になった |
| 2011年12月23日–2012年1月4日 | 南スーダン・ピボル                             | ピボル虐殺                                               | 900-3,141                 | 過去の虐殺についての一部反応で、ヌエル白軍は「ヌエルの牛の長期的安全を保障するための唯一の解決策として地球上から全ムルレ族を消し去る」とする声明を公表 し、ムルレ族のメンバーを虐殺した |
| 2012年3月11日               | アフガニスタン・カンダハール                   | カンダハル虐殺                                           | 17                        | アフガニスタンの市民17人が米軍兵士のロバート・ベイルズに殺害された。一部の目撃者は複数人が関与していると指摘した |
| 2012年5月25日               | シリア・ホウラ                                 | ホウラ虐殺                                               | 108                       | シリアの街ホウラで約108人(男性25人、子供49人、女性34人)が刃物で殺害された |
| 2013年12月                  | 南スーダン・ジュバ                             | グデレ虐殺                                               | 240                       | 南スーダン内戦の勃発時、ディンカ族のスーダン人民解放軍の兵士が首都ジュバのグデレ地区のヌエル族を集め、殺害した |
| 2014年4月15日               | 南スーダン・ベンティウ                         | 2014年ベンティウ虐殺                                     | >400                      | 南スーダン内戦でベンティウを支配した反政府勢力はその後主に非ヌエル族の民間人を虐殺した |
| 2014年6月12日               | イラク・ティクリート                           | キャンプ・スペイサー虐殺                                 | 1095-1700                 | ISILによるキャンプ・スペイサーへの攻撃。戦後9.11に次ぐ犠牲者を出したテロ事件とされる。 |
| 2014年8月                   | イラク・ニーナワー県シンジャル地区             | シンジャル虐殺                                           | 2000-5000                 | ISILによるヤジディ教徒の虐殺 |
| 2014年12月16日              | パキスタン・ペシャーワル                       | 2014年ペシャーワル学校虐殺                               | 148                       | パキスタン・ターリバーン運動(TTP)に所属する7人のテロリストが軍事学校へテロ攻撃を行い150人以上を殺害した。死亡者の中には8歳から18歳までの生徒134人も含まれていた。 |
| 2015年6月17日               | アメリカ合衆国サウスカロライナ州チャールストン | チャールストン教会虐殺                                   | 9                         | 白人至上主義者のディラン・ルーフ(21歳)が「エマニュエル・アフリカン・メソジスト・エピスコパル教会」で銃を乱射し、9人を殺害した |
| 2015年11月13日              | フランス・パリ                                 | バタクランの虐殺 (銃撃、人質及び自爆)                    | 130                       | パリ同時多発テロ事件。フランス史上最大のテロ攻撃となった。金曜の夜に複数の銃撃と手りゅう弾攻撃が起き、音楽会場、スポーツスタジアム、複数のバー、レストランのテラスが標的となった。イーグルス・オブ・デス・メタルのコンサートが行われていたバタクラン劇場の包囲中に90人が殺害された。フランス大統領のフランソワ・オランドは約40分の間に3回の別々の自爆テロが発生した後、フランス代表とドイツ代表のサッカーの試合が行われていたスタッド・ド・フランス(UEFA EURO 2016決勝戦の予定会場)から避難した。ISILは犯行を主張し、オランド大統領はこのパリ攻撃を「戦争行為」と名付けた |
| 2016年6月12日               | アメリカ合衆国フロリダ州オーランド             | オーランド虐殺                                           | 50 (49 + 犯人)            | 米国民のオマル・マティーン(29歳)がゲイのナイトクラブ「パルス」で銃を乱射し、49人が死亡、50人以上が負傷した。ISILは犯行を主張した。現代アメリカの歴史上単独の犯人による銃乱射事件としては最悪の被害となった |
| 2020年2月14日               | カメルーン北西州ヌトゥボ                       | ヌトゥボ村虐殺事件                                       | 22                        | 反政府勢力の排除を名目に、カメルーン軍がヌトゥボ村の民間人を虐殺した事件。 |
| 2022年3月9日–2022年4月1日   | ウクライナ・キーウ近郊ブチャ                   | ブチャの虐殺                                             | 410+                      | 2022年ロシアのウクライナ侵攻による虐殺事件のひとつ。多くの民間人が手を縛られ後頭部から射殺されたほか、拷問や強姦された遺体が散乱する凄惨な状況が確認された |
| : 61 - 2022年               | 世界                                           | 261件の虐殺事件が掲載                                    | 犠牲者数：2 352 000人以上 | リストの総虐殺件数と死亡者数 (順次更新) |